# Cubiro
Cubiro est la capitale de la paroisse civile de Diego de Lozada de la municipalité de Jiménez de l'État de Lara au Venezuela. 